# Vanikolovisslare
Vanikolovisslare (Pachycephala vanikorensis) är en fågel i familjen visslare inom ordningen tättingar.

## Utseende och läte
Hane vanikolovisslare är en färgglad fågel med guldgult på buken, svart på huvudet och i ett bröstband och rent vitt på strupen. Vingarna är guldgula och stjärten svart. Honan är mycket mer färglös, med olivbrun ovansida, gul undersida, ljus strupe och brunt bröst. Sången består av en serie med spridda och tunna visslingar. 

## Utbredning och systematik
Vanikolovisslaren förekommer enbart på ön Vanikolo i södra Santa Cruzöarna. Tidigare inkluderades både utupuavisslaren och nendovisslaren i arten, då under det svenska trivialnamnet temotuvisslare, men de tre urskiljs som egna arter sedan 2024. Längre tillbaka fördes alla tre taxa till guldvisslare (P. pectoralis) och vissa gör det fortfarande. 

## Status
IUCN erkänner den ännu inte som art, varför den inte placeras i någon hotkategori.